# Tron
|  | Per a altres significats, vegeu «Boris Floricic». |

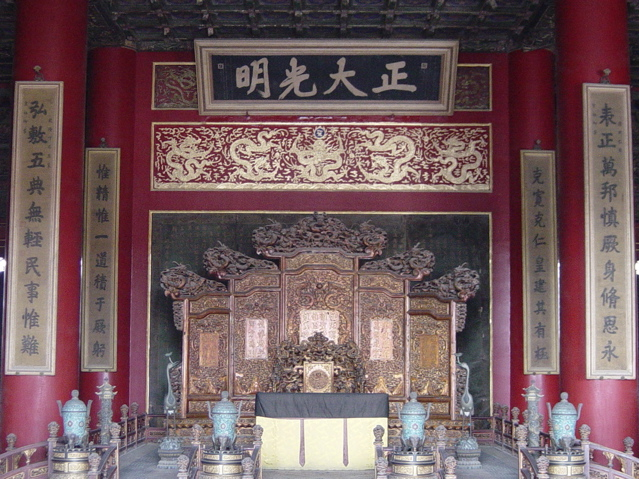
El tron de l'Emperador de la Xina era vist com el centre de la Ciutat Prohibida, considerada el centre del món. El conjunt de portes i passatges que el visitant necessitava travessar abans d'arribar a l'emperador estaven dissenyades per a esglaiar.

Un tron o soli és el seient oficial d'un monarca o una persona que ocupa un altre alt càrrec, en ocasions cerimonials o actes d'estat. En sentit metonímic el tron és un sinònim la monarquia. Els trons han sigut el símbol dels monarques i dels déus des de l'edat antiga. Eren emprats per a les cerimònies de coronació i per a elevar al rei per damunt de tots els presents. Des d'aleshores, els trons foren directament associats amb el poder reial.

## Antiguitat
Els trons poden ser trobats dins del conjunt de mobiliari antic. La representació de monarques i déus asseguts en un tron o cadira és un tema comú en la iconografia de l'antic orient pròxim. L'evidència més antiga de l'existència de mobles construïts és una Venus trobada al jaciment de Gagarino a Kazakhstan, que representa la deessa en posició asseguda, en un tron.
La paraula tron en si mateixa prové del grec θρόνος (thronos), que vol dir «cadira, seient». Prové en origen de la derivació protoindoeuropeu de l'arrel *dher-, «aguantar». A l'antiga grècia Διὸς θρόνους (Dios thronous), era un term utilitzat per designar «el suport del cel» p. ex. axis mundi.
Com a objecte, a la Grècia antiga, un «thronos» era un seient específic i ordinari amb un reposapeus. Solia ser ocupat per una persona d'alt estatus. No necessàriament amb connotacions de poder. L'aqueus (seguint les paraules d'Homer), eren coneguts per col·locar trons buits als palaus reials o als temples de manera que els deus poguessin seure-hi quan volguessin. El més famós d'aquests trons era el Tron d'Apollo a Amicles.

## Egipte
Als palaus egipcis era comú trobar sales de tron. Com en moltes altres cultures, eren símbol de poder i estaven designats als faraons. Són característics per la senzillesa en les estructures, cúbiques i llises, que donen la impressió de sobrietat i gran sentit d'estilització. Solen ser fets de fusta. Tot i això, n'hi ha de més luxosos amb materials més rics com per exemple or, argent, os i ivori.

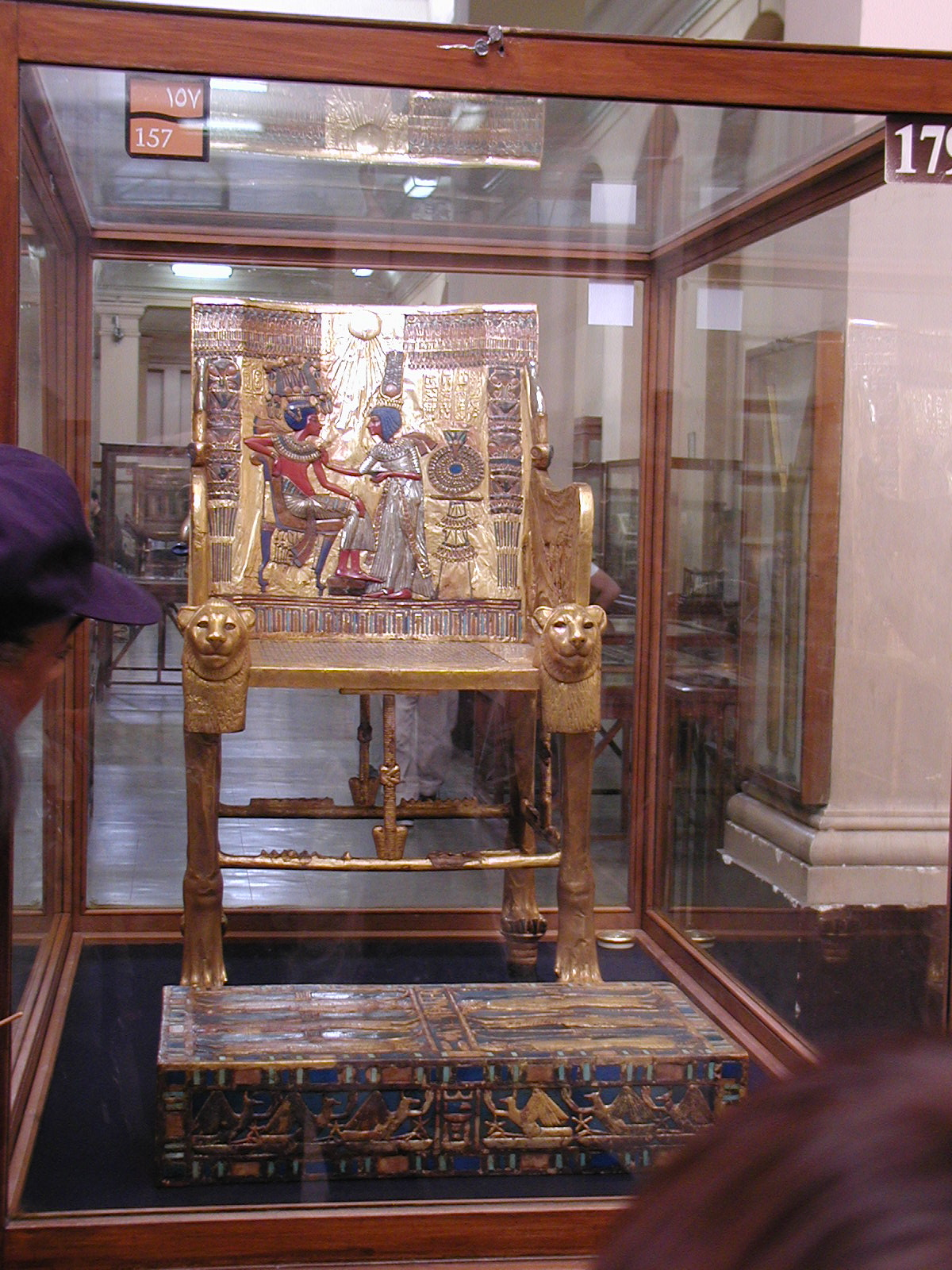
Tron de Tutankamon, al Museu de El Caire.

Els trons i altre mobiliari dels palaus i tombes sovint van ser saquejats. Un dels pocs exemples que ens queden és el tresor enterrat de Tutankamon, que mostren com eren els mobles i demès objectes personals dels egipcis.

### Tron de Tutankamon
Formava part de l'aixovar funerari de la tomba del faraó Tutankamon. Va ser descobert l'any 1922 a la necròpolis egípcia de la Vall dels Reis. És fet d'or laminat amb imatges en sobre relleu. L'estil i el motiu artístic data del Període d'Amarna, colls i cranis llargs i estilitzats, així com mandíbules prominents juntament amb ventres voluminosos. S'observen en aquests relleus escenes íntimes entre el faraó i la Gran Esposa Reial.

## Imperi Romà d'Orient
El mobiliari d'aquest període té el seu origen en el mobiliari paleocristià, d'inspiració romana i funció purament utilitària, donat que els primers romans es trobaven entre les classes més desfavorides.

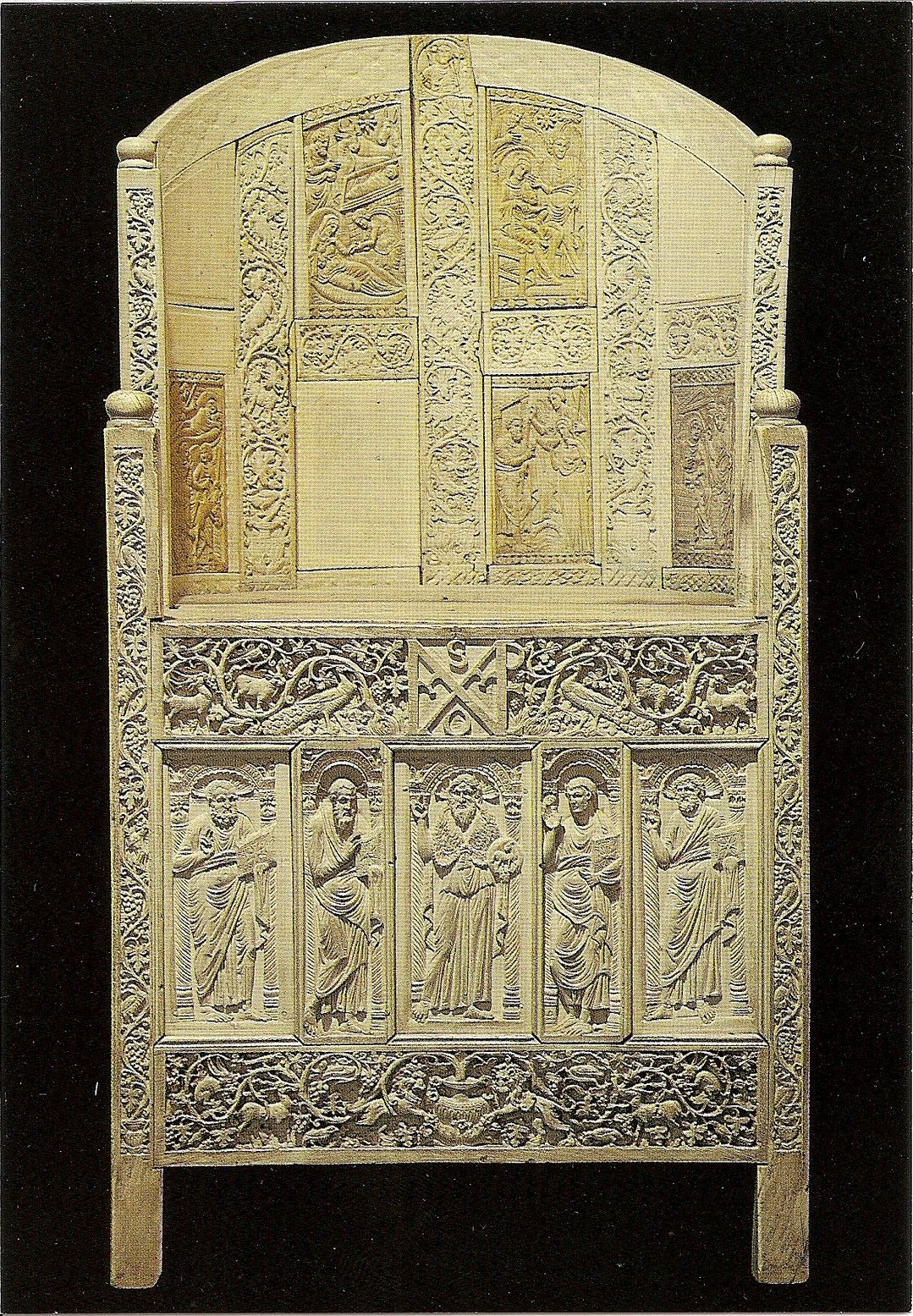
Càtedra de Maximià, actualment al Museu Arquebisbal de Ravenna

En la fabricació de mobles la fusta és el material per predilecció, tot i que també n'hi fet de metall o realitzats amb tapisseries.
Les cadires o càtedres eren rígides, amb talles i relleus. En moltes ocasions amb un escambell a joc.

### Càtedra de Maximià
És un exemple de tron bizantí, amb estructura còncava de fusta totalment recoberta per plaques d'ivori tallat. Era d'ús eclesiàstic, però dona un indici de la rica i estilitzada ornamentació d'aquest període. Mesura 1,50 m d'alçada i 0,60 m d'amplada, cobert originàriament per 26 plafons d'ivori, en els quals es representa la vida de Crist i la de Josep de Natzaret. A la part de davant s'hi poden trobar els quatre Quatre Evangelistes i Sant Joan Baptista, qui té un medalló de l'agnus dei.

## Període asteca

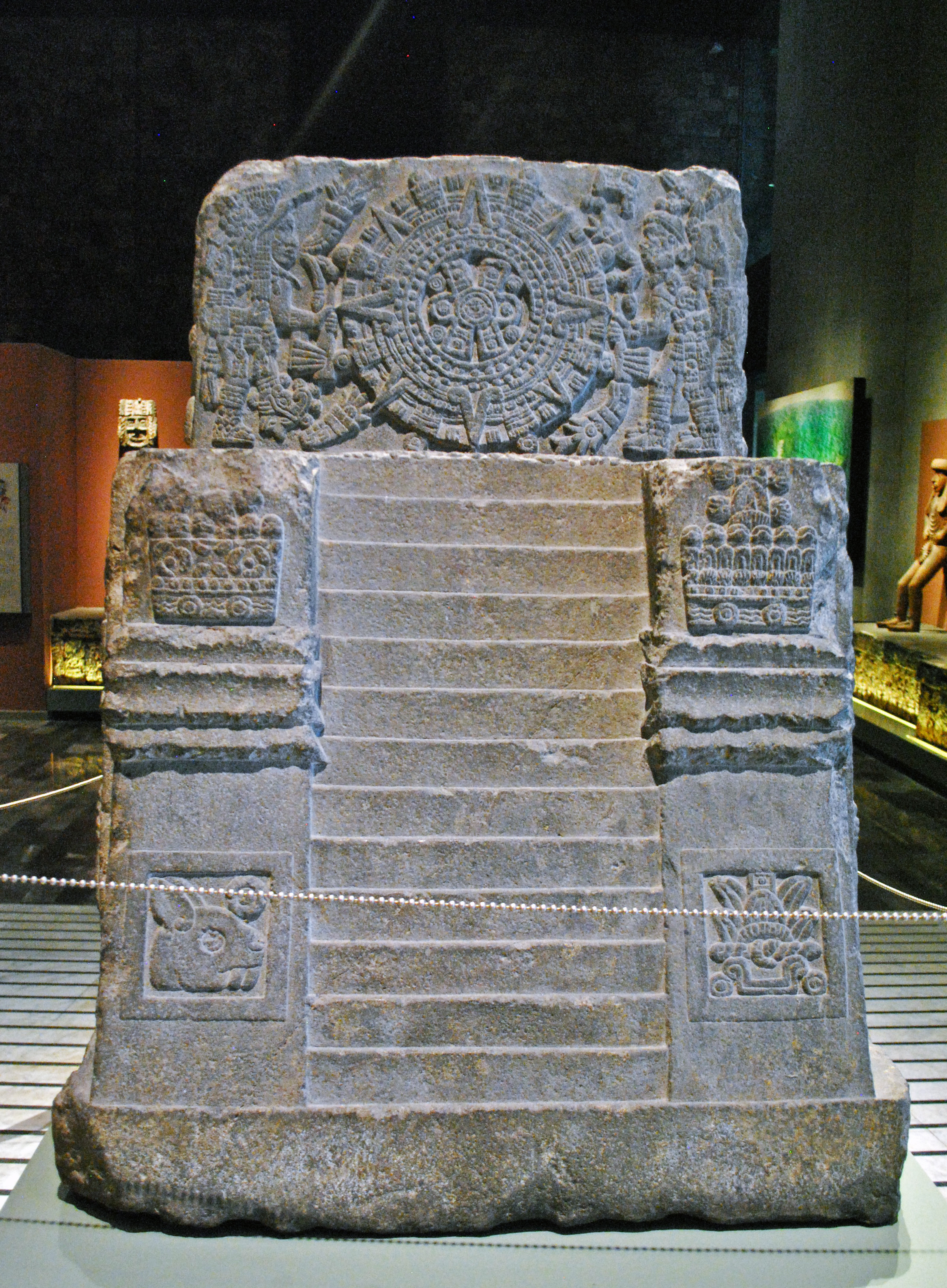
Teocalli de la Guerra Sagrada, vista frontal.

### Icpalli (cadira reial)
Aquesta paraula la trobem escrita en la llengua náhuatl com a descripció d'uns jeroglífics asteques, inscrits damunt la superfície pètria d'un d'aquests mateixos seients.
Els trobem representats al Còdex Mendoza, com seients baixos i plans fets amb canyís, amb respatllers alts i sense pedestal. Era un privilegi tenir-ne un. Pròpiament se'ls atribueix als indis Huicholes de Nayarit, qui durant segles van guardar les seves antigues tradicions abans de la colonització espanyola del Mèxic. Servia com a tron ritual reservat per al gran sacerdot o una altra autoritat major.

#### Teocalli de la Guerra Sagrada
Designat com a monòlit asteca per l'arqueòleg Alfonso Caso. Es creu que pot ser una representació a escala d'un temple d'aquesta civilització i que podria haver estat el seient reial del mateix Moctezuma Xocoyotzin. Va ser trobat als voltants del Palau Nacional l'any 1926, on hi era l'antic palau de Moctezuma II.
És considerada una obra mestra de la talla. Les superfícies són cobertes amb relleus que retraten figures humanes, símbols còsmics, diferents objectes cerimonials i dates jeroglífiques. Simbolitzen una exaltació de la ideologia de poder asteca, i al principi de la guerra sagrada, incloent-hi la representació de l'àliga sobre un nopal, tot en devorant cors humans.

## Cristianisme

### Bíblia Cristiana

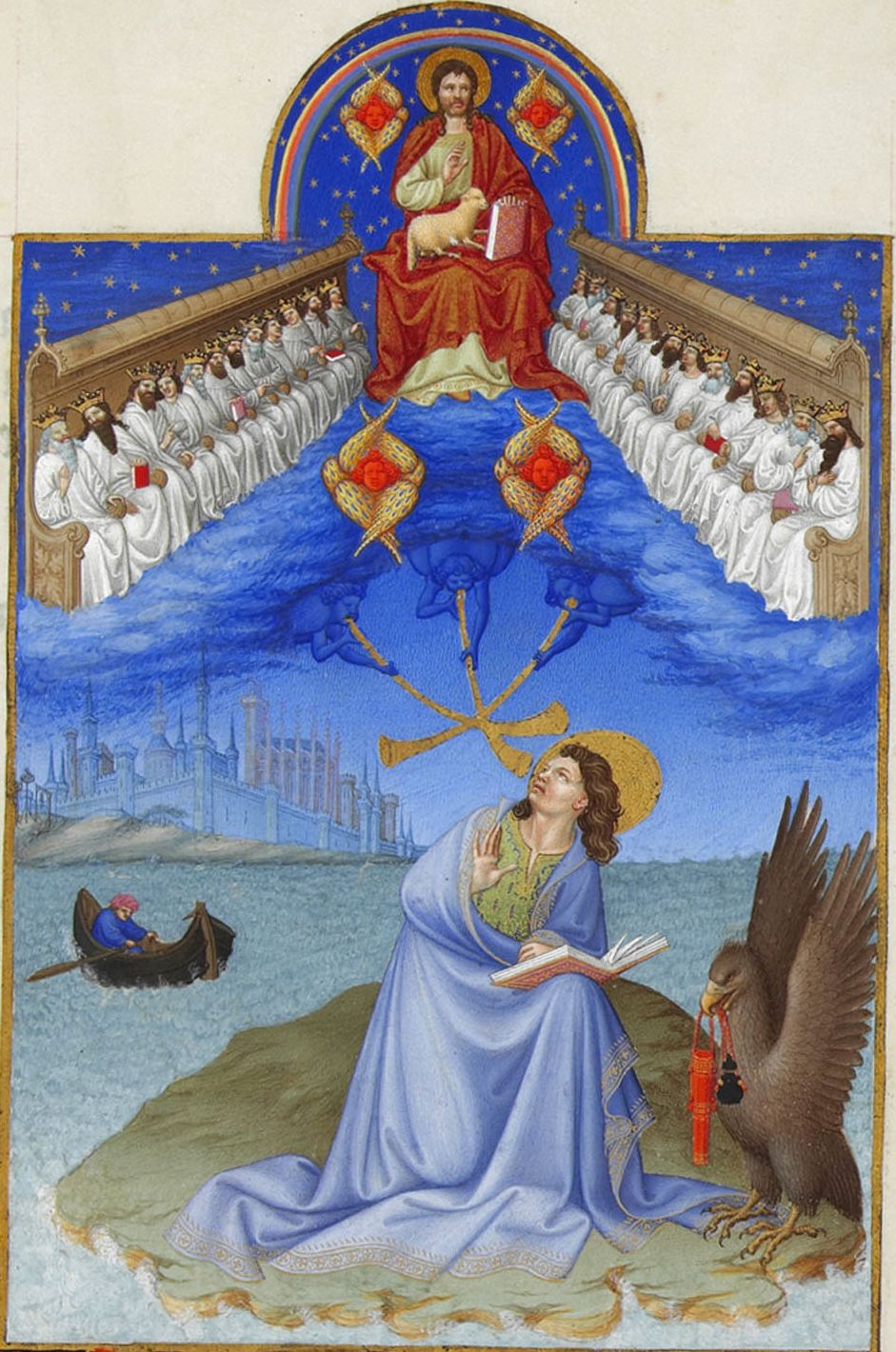
Visió de Joan de Patmos a l'Apocalipsi (4:4), quatre serafins envolten el tron de Crist i vint ancians asseguts en trons situats a cada costat (Très Riches Heures du Duc de Berry)

En el Nou Testament, l'àngel Gabriel es refereix al tron en l'Evangeli de Lluc (1:32-33): «Serà gran i serà anomenat Fill de l'Altíssim. El Senyor Déu li donarà el tron de David, el seu pare, regnarà per sempre a la casa de Jacob, i el seu regne no tindrà fi».
Jesús va prometre als seus apòstols que seurien sobre dotze trons, per jutjar les dotze tribus d'Israel (Mateu 19:28). L'Apocalipsi de Joan diu: «Vaig veure després un gran setial blanc, amb aquell qui hi seia. Davant la seva faç fugiren la terra i el cel, i no se'n veié més rastre».(Apocalipsi 20:11)
L'apòstol Pau parla de trons en Colossencs 1:16. Pseudo-Dionís Areopagita, en De Coelesti Hierarchia (VI.7) interpreta això com una referència a una categoria d'àngels (que corresponen a l'Arelim hebreu o Ofanim). Aquest concepte va ser ampliat per Tomàs d'Aquino a la Summa Theologica (I.108), on els trons tenen a veure amb la realització de la justícia divina.
En l'edat mitjana el «Tron de Salomó» es va associar amb la Mare de Déu, que va ser representada com el tron sobre el qual Jesús s'asseia. L'ivori en la descripció bíblica del Tron de Salomó va ser interpretat com la representació de la puresa, l'or com la divinitat, i els sis graons o nivells del tron representaven les sis virtuts. El Salm 45:9 també va ser interpretat com una referència a la Mare de Déu, tot el Salm descriu una sala de tron reial.

### Trons eclesiàstics

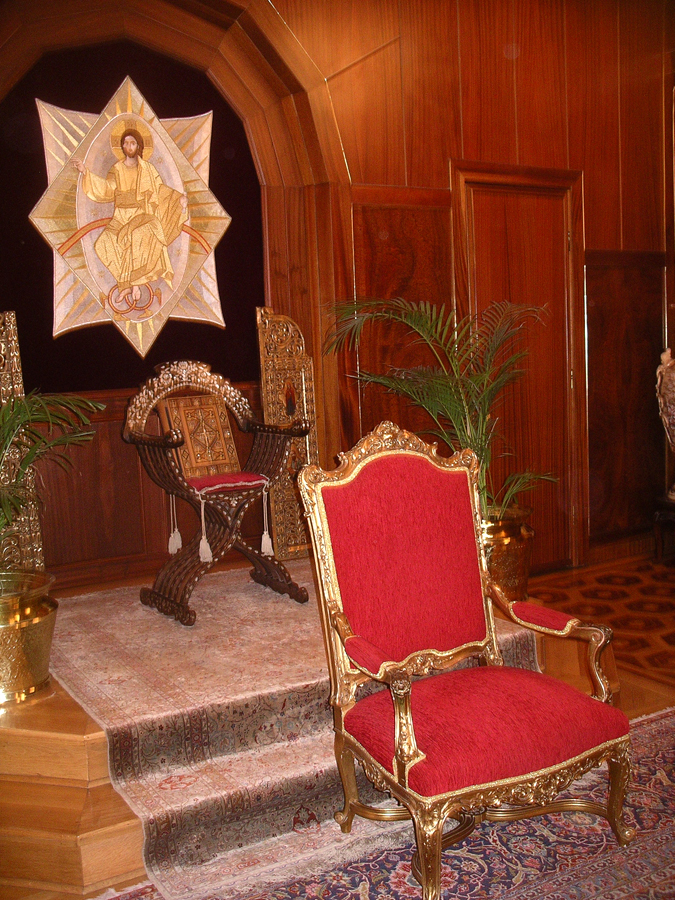
Tron del Patriarcat Ecumènic de Constantinoble, al Fanar, Istanbul. A l'estrada de l'Evangeli és entronitzat en una cadira curul. Davant d'aquesta i més avall, hi trobem el tron del patriarca.

Des de l'antiguitat, els bisbes de l'Església Catòlica Romana, Ortodoxa Oriental, Anglicana i altres esglésies on hi ha oficines episcopals, s'han assegut formalment en un tron, anomenat cathedra (del grec: κάθεδρα, seient). Tradicionalment situada al santuari, la càtedra simbolitza l'autoritat del bisbe d'ensenyar la fe i de governar al seu ramat.
Per tant, s'anomena cathedra a la cadira reservada a l'obisp o al papa quan presideix l'assemblea litúrgica.
A partir de la presència d'aquesta càtedra (tron), l'església principal d'un bisbe passa a ser anomenada catedral. A l'Església Catòlica Romana, una basílica -del Grec basilikos 'reial'-, actualment es refereix a la presència d'un baldaquí papal, que forma part del seu aixovar, i s'aplica principalment a moltes catedrals i esglésies catòliques de similar importància i/o esplendor. En l'Antiguitat romana, basílica era un corredor públic secular. Així, el terme basílica també es pot referir a una església dissenyada a la manera de l'antiga basílica romana. Moltes de les esglésies construïdes per l'emperador Constantí el Gran i Justinià són d'estil basilical.
Qualcuns altres prelats, a més dels bisbes, se'ls hi permet l'ús dels trons, com abats i abadesses. Aquests són més simples que els trons utilitzats pels bisbes i pot haver-hi restriccions quant a l'estil i l'ornamentació utilitzada, d'acord amb les normes i tradicions de la denominació en particular.
Com un signe de distinció, els bisbes catòlics i prelats superiors tenen dret a un baldaquí sobre els seus trons a certs esdeveniments eclesiàstics. De vegades es concedeix un privilegi especial als prelats inferiors als bisbes, però sempre amb limitacions pel que fa als dies en què es pot utilitzar i el caràcter de l'ornamentació. El color litúrgic del baldaquí ha de correspondre amb el de les vestimentes. Quan algun monarca assisteix a una cerimònia o servei, també es pot asseure al tron.
A l'Església Ortodoxa Grega, el tron del bisbe sovint combina les característiques del cadirat del cor monàstic (Kathisma) amb accessoris heretats de la cort bizantina, com un parell de lleons asseguts als peus del tron. El terme tron s'utilitza sovint en referència als patriarques per designar l'autoritat eclesiàstica; per exemple, «el Tron Ecumènic» es refereix a l'autoritat del Patriarca Ecumènic de Constantinoble.
La litúrgia permet aisbes occidentals de fer servir un reclinatori per a reemplaçar la càtedra quan celbra en la seva pròpia catedral.

### Trons papals
A l'Església Catòlica Romana, el papa és un monarca electe, tant des del dret canònic com a cap suprem de l'església, i en el dret internacional com a cap d'estat summe pontífex - l'Estat de la Ciutat del Vaticà. Fins al 1870, el papa era el monarca electe dels Estats Pontificis, que durant segles va constituir un dels majors poders polítics a la península italiana dividida. Avui dia, la Santa Seu manté un estatus diplomàtic oficialment reconegut.

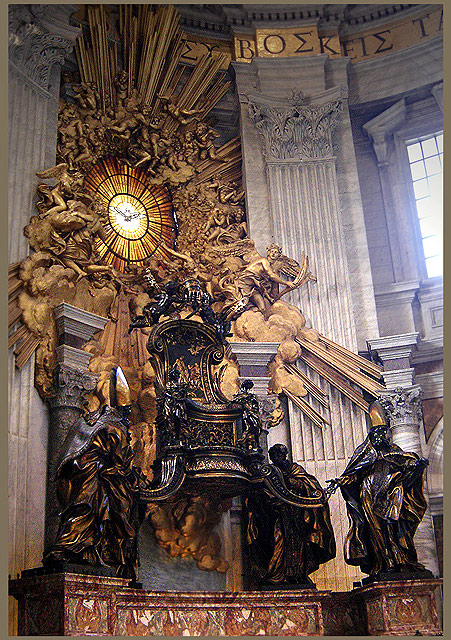
Càtedra de Sant Pere, darrere de l'altar major de la Basílica de Sant Pere, Roma.

El tron del papa (cathedra romana), és a l'absis de la basílica de Sant Joan del Laterà, la seva catedral com a bisbe de Roma.
A l'absis de la basílica de Sant Pere, sobre «l'Altar de la Càtedra» es troba la cathedra Petri, un tron que segons la llegenda hauria ser utilitzat pel mateix sant Pere i després uns altres papes; aquesta relíquia està tancada dins d'una estructura de bronze daurada que forma part d'un gran monument dissenyat per Gian Lorenzo Bernini.
No hi ha càtedra o seient permanent per al papa a la Basílica de Sant Pere, de manera que un tron desmuntable es col·loca a la basílica cada vegada que el papa presideix una cerimònia litúrgica. Abans de les reformes litúrgiques del Concili Vaticà II, un enorme tron amb dosser desmuntable es va col·locar per sobre d'una tarima a la part del cor de l'Altar de la Confessió (l'altar sobre de la tomba de Sant Pere i sota el baldaquí de bronze monumental); aquest tron s'interposava entre l'absis i l'altar de la Confessió.
Aquesta pràctica ha caigut en desús amb la reforma de la litúrgia papal dels anys 1960 i 1970, cada vegada que el papa celebra la missa a la Basílica de Sant Pere, un tron portàtil més senzill es posa a la plataforma davant l'altar de la Confessió. No obstant això, cada vegada que Benet XVI va celebrar la Litúrgia de les Hores, a Sant Pere, s'hi va posar un tron desmuntable més elaborat sobre una tarima al costat de l'Altar de la Càtedra. Quan el papa celebra la missa a la basílica enfront de la Plaça de Sant Pere, també s'utilitzen trons portàtils.
En el passat, el papa també es va dur a vegades en un tron portàtil, la sedia gestatoria. Originalment, la sedia servia per la processó elaborada envolta cerimònies papals que es creia que era l'hereu més directe d'esplendor faraònic, i va incloure un parell de flabells (ventalls de plomes d'estruç) a banda i banda. El papa Joan Pau I en un primer moment va abandonar l'ús d'aquests instruments, però més tard en el seu breu regnat va començar a utilitzar la cadira gestatòria perquè pogués ser vist amb més facilitat per les multituds. No obstant això, no va restaurar l'ús dels flabells. L'ús de la sedia va ser abandonat pel papa Joan Pau II a favor de l'anomenat «papamòbil». Vers la fi del seu pontificat, Joan Pau II tenia un tron especialment construït sobre rodes que podia servir a l'interior.
Abans de 1978, al conclave papal, cada cardenal seia en un tron a la Capella Sixtina durant la votació. Cada tron tenia un dosser sobre ell. Després d'una elecció reeixida, una vegada que el nou papa accepta l'elecció i decideix amb quin nom serà conegut, els cardenals baixen els dossers dels trons, deixant només el tendal sobre el papa electe. Aquest serà el primer tron del nou papa. Aquesta tradició va ser retratada de manera espectacular en la pel·lícula de 1963, Les sandàlies del pescador.

## Edat mitjana

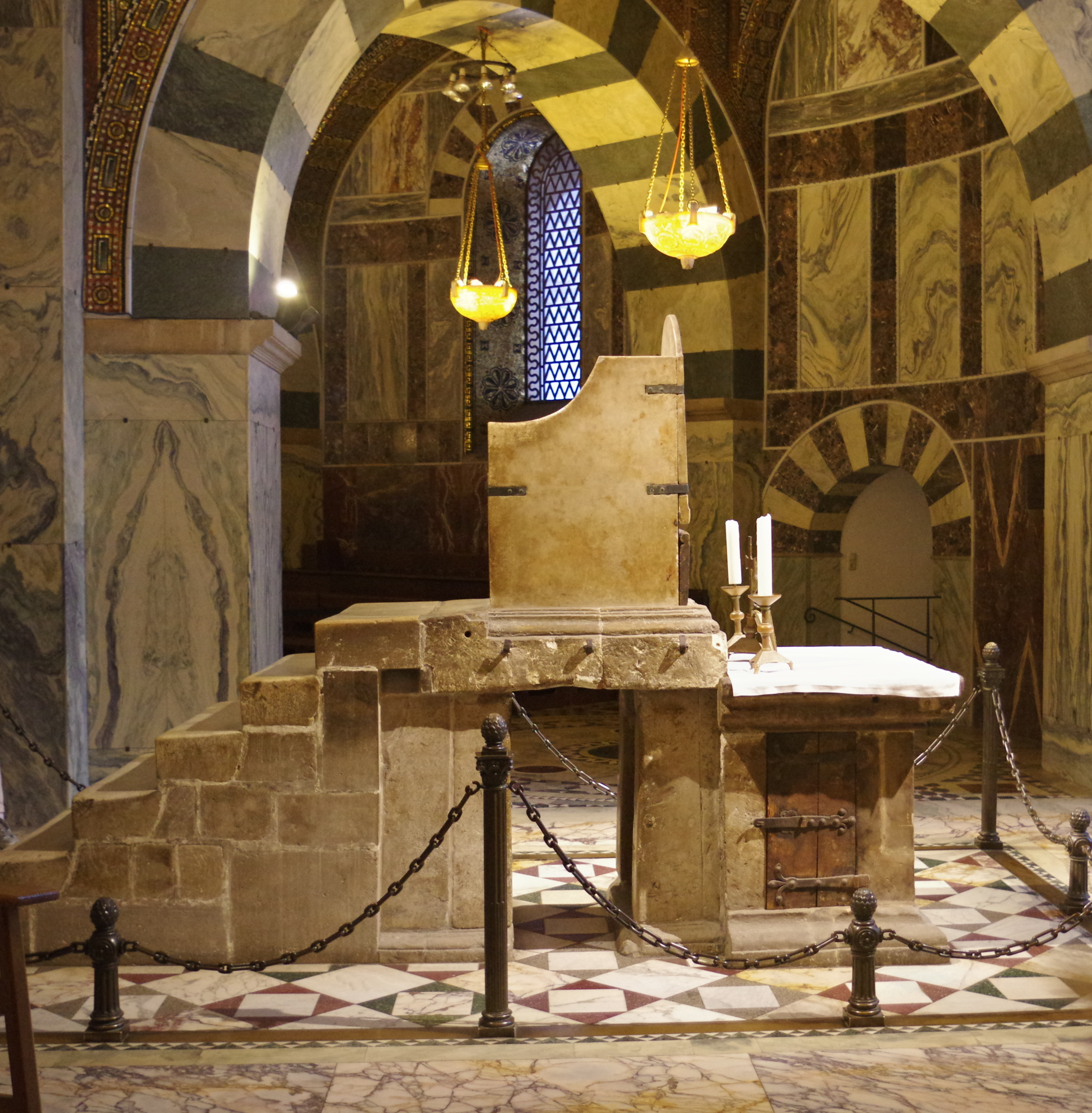
Tron del Regne d'Alemanya a la catedral d'Aquisgrà

Als països feudals europeus, els monarques sovint s'asseien en trons, seguint una estructura similar a la cadira magistral romana. Aquests trons van ser originalment bastant senzills, especialment en comparació amb els seus homòlegs asiàtics. Un dels més grans i més importants va ser el tron d'Iván «el Terrible». Aquest data de mitjans del segle xvi, té la forma d'una cadira amb respatller alt i reposabraços i està adornat amb plaques d'ivori i os de morsa tallades amb escenes mitològiques, heràldiques i de la vida. Les plaques tallades amb escenes de relat bíblic estan basades en la vida del rei David, l'ideal per als monarques cristians.
El tron de l'Imperi Romà d'Orient incloïa elaborats autòmats de cant dels ocells.
Al subcontinent indi, el terme Gaddi (pronunciació indostànica: [ɡəd̪d̪i], també anomenat rājgaddī) era reservat al tron del governant d'un principat de la India, mentre que els seus col·legues musulmans són entronitzats en un musnad ([ˈməsnəd]), tot i que els dos tenien forma de divan. En l'època de Mughal el tron es deia Shahi Takht ([ˈʃaːhiː ˈtəxt]), mentre que el nom tradicional en sànscrit per al tron era singhāsana (literalment, seient de lleó).
A la «regència» (nominalment una província otomana, i de fet un regne independent) del rey de Tunis, el tron va ser anomenat kursi.

## Període modern
Durant l'Imperi Rus, el tron del Saló de Sant Jordi (el «Gran Saló del Tron») al Palau d'Hivern va ser considerat com el tron de Rússia. Es troba damunt d'una tarima de set graons amb un arc de prosceni dalt i l'àguila de dos caps, el símbol de la família imperial per darrere. La Sala de Pere I (el «Petit Saló del Tron») és modest en comparació amb el de Sant Jordi. El tron va ser fet per l'emperadriu Anna Ivanovna a Londres. També hi ha un tron a la Gran Sala del Tron del Palau Peterhof.

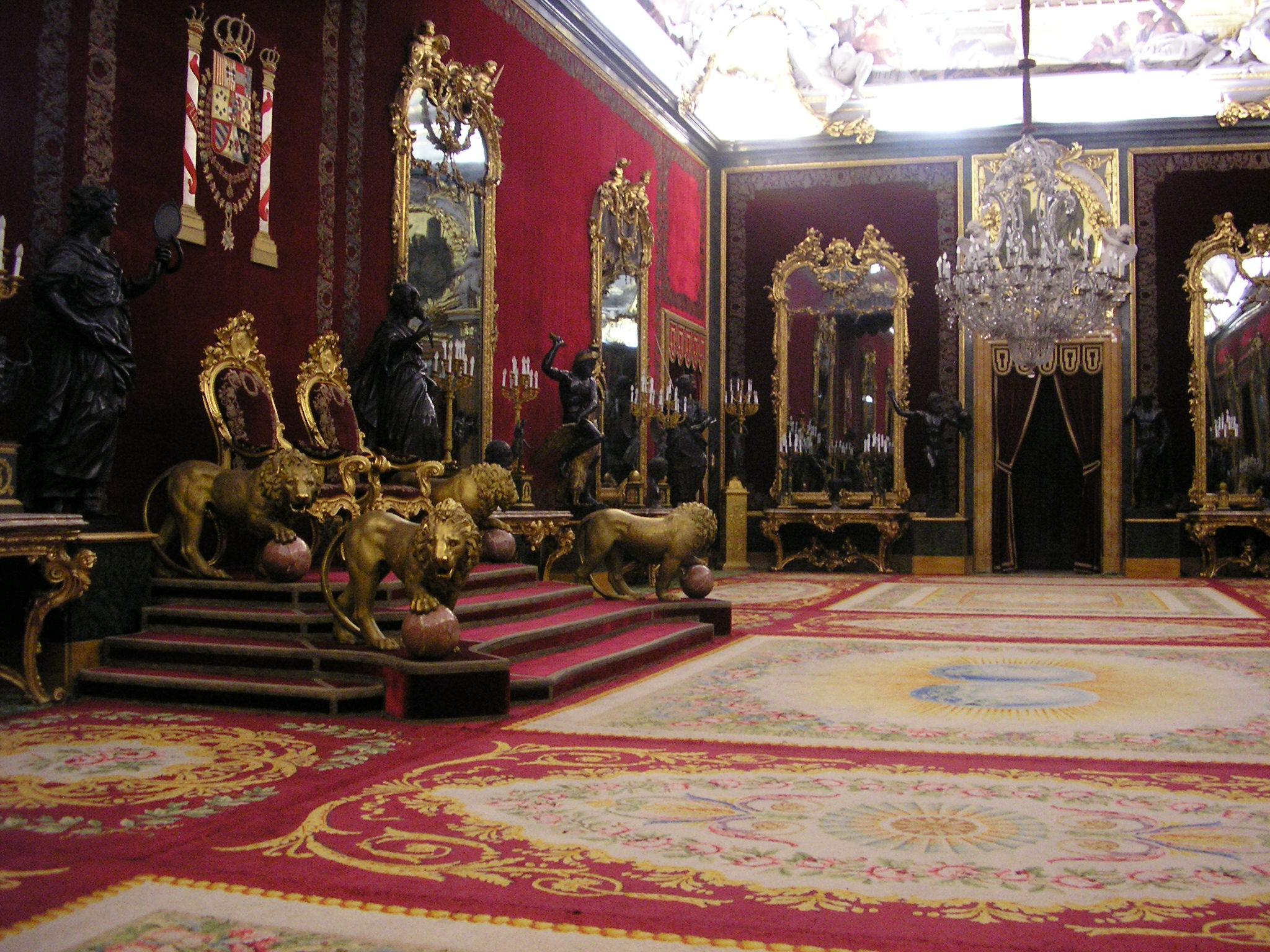
Saló del Tron, des d'un dels laterals de l'estança.

En alguns països que mantenen una monarquia, encara s'utilitzen trons i, a més, tenen important significat simbòlic i cerimonial. Entre els trons més famosos d'ús actual són la càtedra de Sant Eduard, en el qual coronen el monarca britànic, i els trons usats pels monarques durant la inauguració de l'estat dels parlaments al Regne Unit, els Països Baixos, Canadà, Austràlia i Japó entre d'altres.
Algunes repúbliques utilitzen cadires semblants a trons en alguna cerimònia d'estat. La presidenta d'Irlanda es troba en un antic tron virregnal durant la cerimònia de presa de possessió, mentre que els batlles de moltes ciutats britàniques i irlandeses solen presidir els consells locals des de cadires semblants a trons.

### Saló del tron del Palau Reial de Madrid
En aquesta estança del palau hi ha dues rèpliques dels trons monàrquics de l'època de Carles III. Presenten les efígies dels actuals reis d'Espanya i són decorats amb motius daurats i de vellut vermell. A ambdós costats hi ha quatre lleons de bronze daurat. Cadascun recolza una urpa sobre una bola de pedra vermella. Aquestes estàtues van ser encarregades per Velázquez, aposentador reial, durant el seu segon viatge a Itàlia per decorar l'antic Real Alcàsser de Madrid. Tant l'habitació com els seients són decorats en un estil de transició entre el tardobarroc i neoclàssic. El que desencadena en un rococó a la manera italiana.

## Llistat de trons famosos arreu del món
- El Tron de Salomó

### Europa
- El tron de Salomó a Amicles.

- La Cadira de Sant Eduard a l'Abadia de Westminster, Londres, on els monarquesEl Tron d'Ivori d'Ivan IV de Rússia «el Terrible"

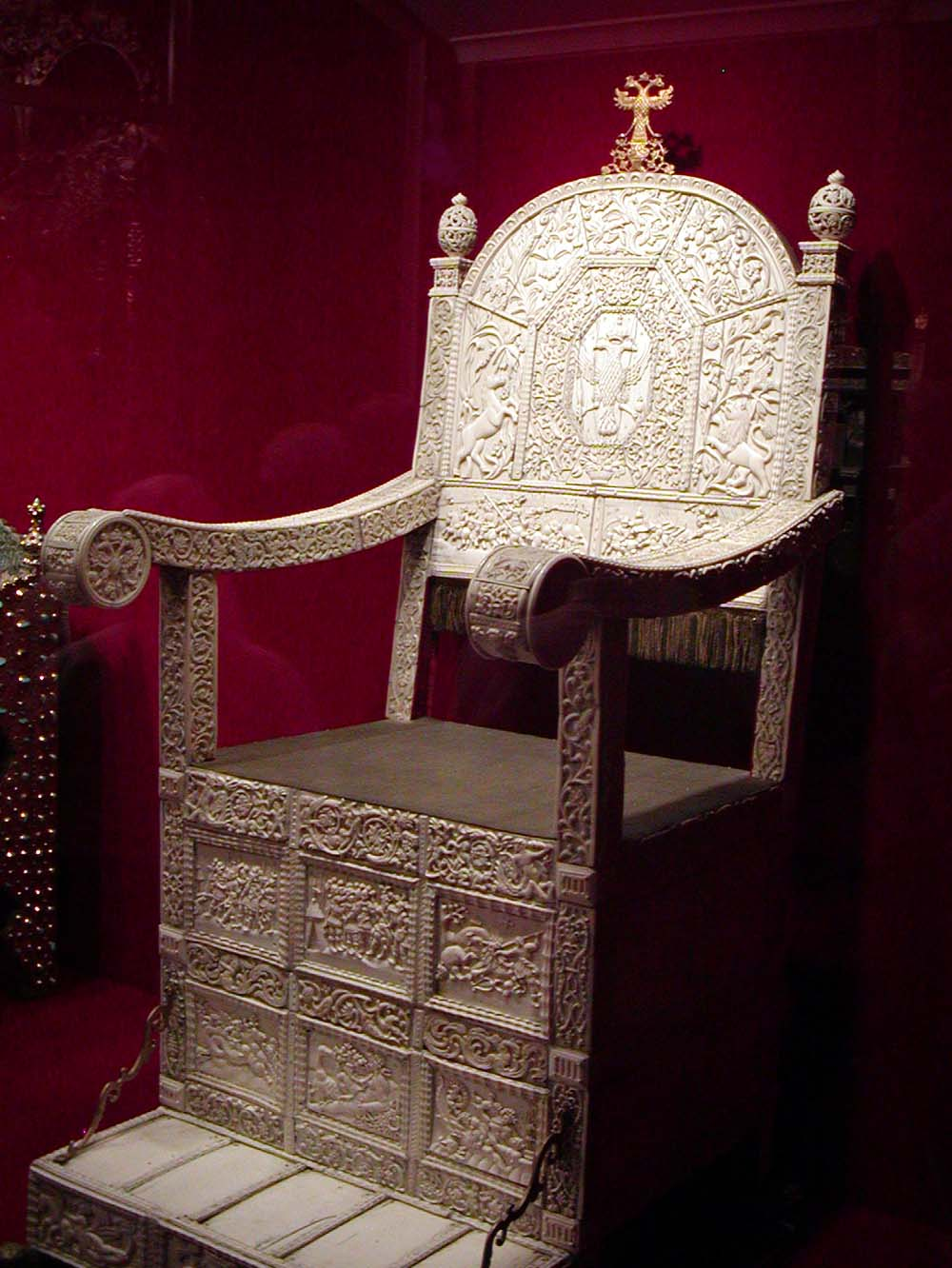
El Tron d'Ivori d'Ivan IV de Rússia «el Terrible"

britànics són coronats. Que també va contenir la Pedra del Destí, sobre la
qual els reis d'Escòcia van ser coronats.
- El Tron de Carlemany a la catedral d'Aquisgrà, Alemanya.

- El Tron Imperial dels Reis i Emperadors alemanys medievals a Goslar, Alemanya.

- La Cadira del Rei Martí, tron del Rei d'Aragó, València, Mallorca, Mallorca, Sardenya, Còrsega i Sicília i Comte de Barcelona, Martí I l'Humà.

- El Tron d'Ivori d'Ivan el Terrible.

- Els sedia gestatoria papals.

- Cadira-Tron de Dinamarca.

- Tron de plata de la Reina Cristina de Suècia al Palau Reial d'Estocolm, Suècia.

- El Tron d'Ottoman - prínceps otomans que lluiten pel tron.

### Àfrica
- El Tron d'or del faraó Tutankamon
- El tamboret d'or d'Aixanti
- El Tron de David dels emperadors d'Etiòpia.
- Els tamborets dels caps de tribu nigerians

### Àsia
- El Tron del Drac dels emperadors Xinesos.
- Tron del Crisantem dels emperadors del Japó
- El Tron del Fènix dels reis de CoreaTron de Ranjit Singh

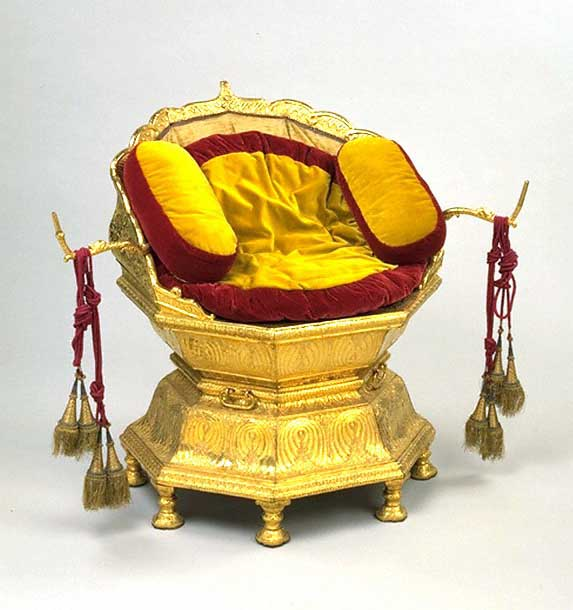
Tron de Ranjit Singh

- El Trondel Lleó del Dalai Lama al Tibet
- El Tron del Lleó de Sikkim
- El tron de pedra del rei Kasyapa de Sri Lanka[14] a la ciutadella de Sigiri
- El Tron de pedra del rei Nissankamalla de Sri Lanka[15] en el regne de Polonnaruwa
- El Tron de Kandian del Regne de Kandy i el Domini de Ceilan
- El Tron del Paó dels emperadors mogols, que més tard es va convertir en: El Tron del Paó dels Xa Perses
- El Takht-i Marmar dels Xa Perses
- El Tron del Paó de Corea
- El Tron del Paó a Montchobo, després a Ava, antigues capitals de Birmània.
- El Tron d'Ivori dels Saridhaleys i el Tron del Lleó sighsana del sultanat de Maldives
- El Tron de Sàndal, a Bikaner Fort
- El Tron del Maharaja Ranjit Singh